# Vuelo 1834 de Skywest Airlines
El vuelo 1834 de SkyWest Airlines colisionó en el aire con un Mooney M20 el 15 de enero de 1987 cerca del Aeropuerto Regional de South Valley, Salt Lake City, Utah (Estados Unidos).

## Colisión

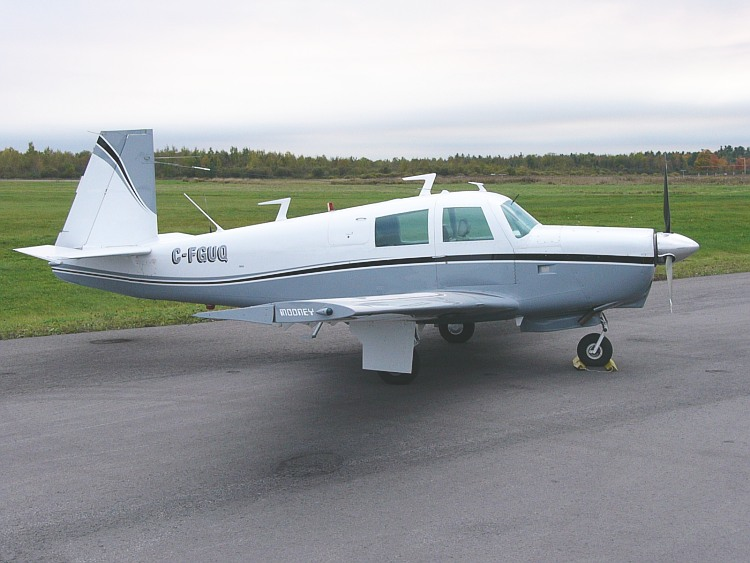
Un Mooney M20C similar al avión accidentado.

El avión de SkyWest Airlines, que llevaba treinta minutos de demora, se encontraba en aproximación final a la pista 34 del Aeropuerto Internacional de Salt Lake City cuando se produjo la colisión. El Mooney M20 acababa de despegar del Aeropuerto Regional de South Valley y tenía dos tripulantes a bordo, un piloto y un estudiante. El avión colisionó en el aire y cayó a tierra. Los cuerpos quedaron esparcidos en un área de una milla cuadrada. 
Se estableció una morgue temporal en una iglesia cercana para identificar a las víctimas del desastre. La sección principal del avión de SkyWest Airlines quedó en el medio de una calle de los suburbios después de deslizarse sobre una valla metálica. Mucha gente afirmó haber oído un "gran boom" y entonces "las partes comenzaron a caer por todos lados". En una entrevista posterior, el controlador aéreo en servicio testificó que el avión de SkyWest Airlines estaba iniciando un viraje de noventa grados cuando la colisión tuvo lugar.

## Investigación
La investigación del accidente determinó que la culpa del accidente fue del piloto instructor del Mooney M20 por internarse en la zona de control del área del aeropuerto de Salt Lake City. La investigación también criticó la ausencia de transpondedor con modo C y las limitaciones en el control aéreo en la prevención de la colisión.